# Percy Watson
Nicholas Christopher McNeil (né le 19 août 1981 à Lawton) est un catcheur (lutteur professionnel) et commentateur de catch américain. Il est essentiellement connu pour son travail à la World Wrestling Entertainment (WWE) sous le nom de Percy Watson.
Il est joueur de football américain à l'université de l'Ouest de la Caroline (en) et est engagé par la franchise de National Football League des Redskins de Washington en 2005 mais ne participe à aucun match.
Il signe un contrat avec la WWE en 2009 et rejoint la Florida Championship Wrestling (FCW), le club-école de la WWE. Il participe en 2010 à la deuxième saison de NXT avec comme mentor Montel Vontavious Porter. La WWE met fin à son contrat en 2013 et le réengage cette fois-là comme commentateur à NXT en 2016.

## Jeunesse et carrière de joueur de football américain
McNeil grandit à Leland en Caroline du Nord. Il fait partie de l'équipe d'athlétisme et de football américain de North Brunswick High School,. Il se distingue dans ces deux sports en étant champion de l'état de division 1A de lancer de disque et fait partie des meilleurs defensive end de l'histoire de son lycée établissant un record de 11 sacks en une saison en 1998. Malgré toutes ces récompenses, aucune université ayant de bonnes équipes de football ne lui propose de bourse sportive. Il part étudier et jouer au football à l'université de l'Ouest de la Caroline (en) toujours au poste de defensive end. Il quitte l'université en 2003 en faisant partie de l'équipe de l'année de la All-Southern Conference et obtient un diplôme en informatique.
Il ne participe à la draft de la NFL mais les Steelers de Pittsburgh décide de l'engager le 26 avril 2004. Il ne joue aucun match et les Steelers se sépare de lui le 28 août.
Il rejoint ensuite les Packers de Green Bay en janvier 2005 qui l'envoient en NFL Europa chez les Hambourg Sea Devils,. Il retourne aux États-Unis à la fin de la saison de NFL Europe et les Packers mettent fin à son contrat le 3 septembre.
Il participe à un camp d'entraînement des Redskins de Washington fin septembre. Il fait un second camp d'entraînement avec les Redskins en janvier 2006 mais ils ne l'engagent pas. Il est ensuite engagé comme agent libre par les Giants de New York le 17 mai. Les Giants mettent fin à son contrat le 2 septembre.
Il tente sa chance dans la ligue canadienne de football le juin 2008 en étant à un camp d'entraînement des Blue Bombers de Winnipeg, les entraîneurs des Blue Bombers ne le conserve pas et McNeil quitte Winnipeg fin juin,.

## Carrière dans le catch

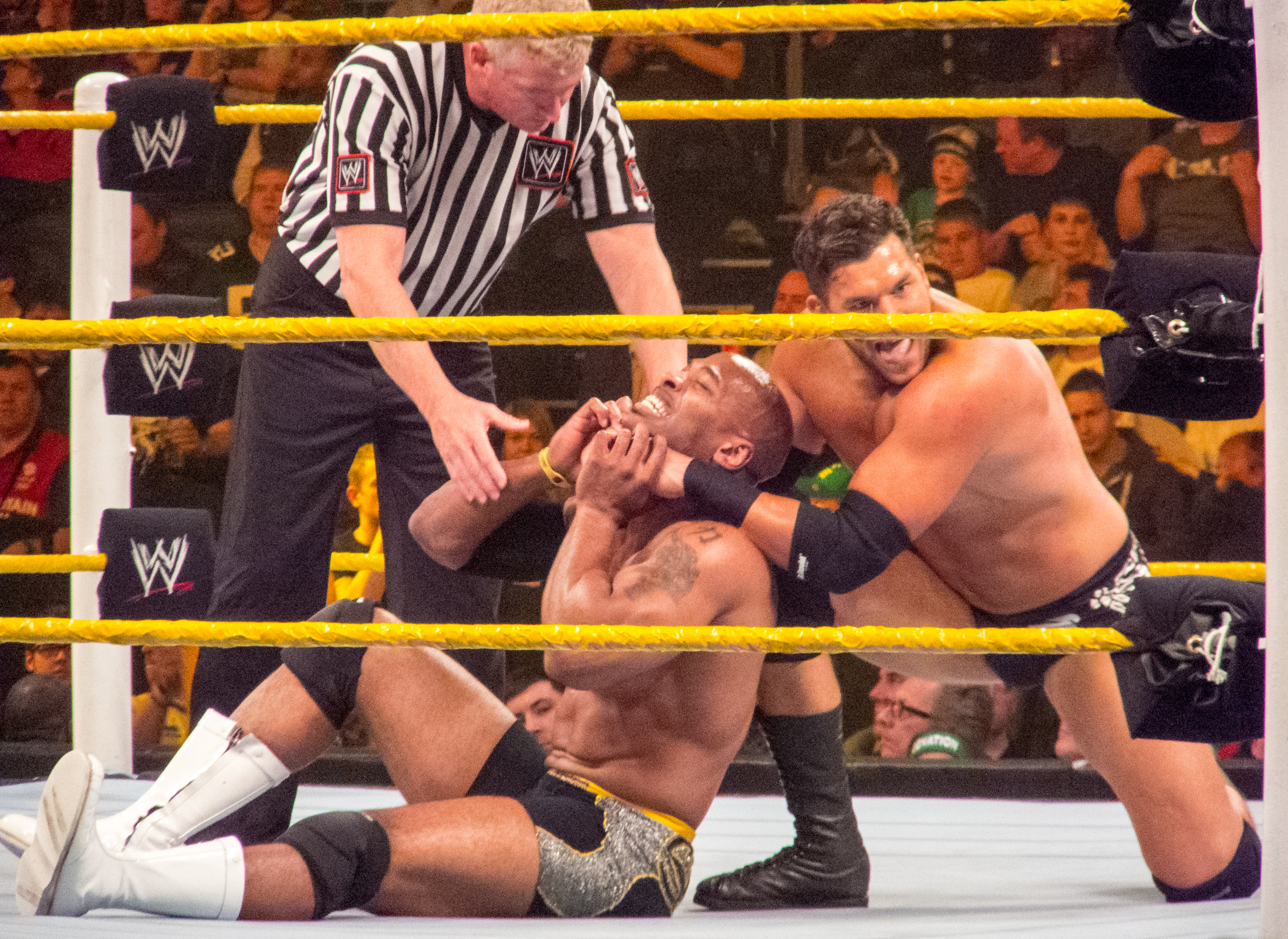
Percy Watson, avril 2012.

### World Wrestling Entertainment (2009-2013)

#### Florida Championship Wrestling (2009-2010)
McNeil a signé un contratavec la World Wrestling Entertainment (WWE) en 2009, et commence à s’entraîner à la Florida Championship Wrestling, le club-école de la WWE. Il y fait ses débuts en septembre 2009 sous son vrai nom puis il se fait appeler Chris McNeil avant de se faire appeler Percy Watson début octobre,. Il y fait équipe avec Darren Young et se font appeler les South Beach Boys.

#### WWE NXT, diverses rivalités et départ (2010-2013)
Le 1er juin 2010, la WWE annonce les participants de la 2e saison de NXT ; Watson en est avec Montel Vontavious Porter (MVP) comme mentor. Le 17 août, Watson est éliminé en début de soirée de la compétition.
Il lutte ensuite dans différentes divisons contre divers adversaires.
Il sera licencié le 17 mai 2013 tout comme Briley Pierce, Derrick Bateman, Kazma Sakamoto, Audrey Marie, Brandon Traven et Anya.

### Retour à la World Wrestling Entertainment (2016-2019)

#### Commentateur (2016-2019)
Il fait son retour au sein de la WWE le 30 novembre, en devenant commentateur pour NXT.
Il decidera de quitter la fédération car il aimerait commencer une nouvelle carrière en tant qu'acteur.

## Récompenses des magazines
- Pro Wrestling Illustrated
  - 3e Rookie de l'année 2013[15]

| Année | 2010 | 2011 | 2012 |
| ----- | ---- | ---- | ---- |
| Rang  | 238  | 240  | 356  |

- Wrestling Observer Newsletter
  - 2e pire commentateur de l'année 2017[17]